# Афинагор (Хрисанис)
Митрополи́т Афинаго́р (греч. Μητροπολίτης Ἀθηναγόρας, в миру Константи́нос Хриса́нис, греч. Κωνσταντῖνος Π. Χρυσάνης; род. 1967, Левадия, Беотия, Греция) — епископ Константинопольской православной церкви; митрополит Кидониесский (с 2012), ипертим и экзарх Эолиды.

## Биография
Изучал богословие в Богословской школе Афинского университета. Был рукоположён в сан диакона и священника митрополитом Фивским Иеронимом (Лиаписом).
С 1993 года служил при Константинопольской Патриархии в стамбульском квартале Фанар. Являлся директором Патриаршей библиотеки и секретарём ряда синодальных комиссий, проходя служение в Георгиевском патриаршем соборе в Фанаре в сане великого архимандрита патриаршего престола.
30 октября 2012 года решением Священного Синода Константинопольской православной церкви единогласно избран титулярным митрополитом Кидониесским.
18 ноября того же года в патриаршем соборе святого Георгия на Фанаре был рукоположён во епископа Кидониесского с возведением в сан митрополита. Хиротонию совершили: Патриарх Константинопольский Варфоломей, старец-митрополит Деркийский Апостол (Даниилидис), митрополит Имврский Кирилл (Драгунис), митрополит Милетский Апостол (Вулгарис), митрополит Мириофитский и Перистасейский Ириней (Иоаннидис), митрополит Галльский Эммануил (Адамакис), митрополит Аркалохорийский Андрей (Нанакис), митрополит Фивский Георгий (Мандзуранис) и митрополит Каллиопольский и Матидский Стефан (Динидис).
В феврале 2015 года в числе 10 других клириков Константинопольского Патриархата получил турецкое гражданство, что позволяет участвовать в выборах Патриарха Константинопольского. В Константинопольской Патриархии не уточнили, пришлось ли им при получении турецкого гражданства отказаться от греческих паспортов.